# Wilhelm Oehmichen
Ernst Friedrich Wilhelm Oehmichen (* 1. November 1808 in Zschackwitz; † 4. Juli 1884) war ein deutscher Rittergutsbesitzer und Politiker. Er war Abgeordneter des Sächsischen Landtags und des Reichstags.

## Leben und Wirken
Der Sohn des Rittergutspächters Johann Gottfried Oehmichen (1785–1855) besuchte bis 1822 die Stadtschule in Döbeln. Bis 1824 schloss er einen Privatunterricht in Hainichen an und absolvierte dann bis Dezember 1825 eine Landwirtschaftslehre auf den elterlichen Gütern in Zschackwitz. Im Juni 1826 wurde er Ökonomie-Scholar auf dem Rittergut Glaubitz und war ab 1828 dort als Verwalter tätig. 1829 wurde er als Oberverwalter auf dem Gräflich Einsiedelschen Rittergut Ehrenberg eingesetzt. Von 1835 bis 1841 pachtete er die elterlichen Güter und erwarb 1841 ein größeres Bauerngut in Lüttewitz, wo er fünf Jahre lang als Amtsrichter und Gemeindevorstand fungierte. 1847 verkaufte er dieses Gut und erwarb stattdessen das Schloss und Rittergut Choren mit Wetterwitz und dem Brauschenkengut Choren-Obertoppschedel, zu denen ein Grundbesitz von 235 Hektar gehörte.
Als Vertreter des 16. Wahlbezirks war Oehmichen 1849/50 erstmals Abgeordneter der II. Kammer des Sächsischen Landtags, wo er für die Aufhebung der Todesstrafe stimmte. Dem restituierten Landtag 1850/51 gehörte er nicht an, wurde dann aber als Vertreter des 10. bäuerlichen Wahlkreises ab dem Landtag 1851/52 wieder in die Kammer gewählt. Er gehörte der konservativen Fraktion an und bekleidete von 1860 bis 1869 das Amt des Vizepräsidenten der Kammer. Verbesserungen im sächsischen Wahlrecht forderte er bereits 1860. Nach der Wahlrechtsreform 1868 vertrat er von 1869 bis zu seinem Tod den 17. ländlichen Wahlkreis. Im Frühjahr 1870 trat er der Deutschen Fortschrittspartei bei. Von 1857 bis 1875 war er Mitglied des Landtagsausschusses zur Verwaltung der Staatsschulden und von 1863 bis 1875 Vorsitzender der Finanzdeputation.
Von Februar 1867 bis Januar 1877 war er Abgeordneter des 10. sächsischen Wahlkreises (Nossen-Roßwein-Waldheim) im konstituierenden und ordentlichen Reichstag des Norddeutschen Bundes und im Reichstag des Deutschen Kaiserreichs. Er war zunächst Führer der bundesstaatlich-konstitutionellen Fraktion, bevor er sich dem Fortschritt zuwandte.
Die Stadt Döbeln ehrte Oehmichen 1874 mit der Verleihung der Ehrenbürgerwürde. Er starb 1884 an einem nicht näher bezeichneten Ort während einer Reise zwischen Chemnitz und Freiberg.